# Eckart von Naso

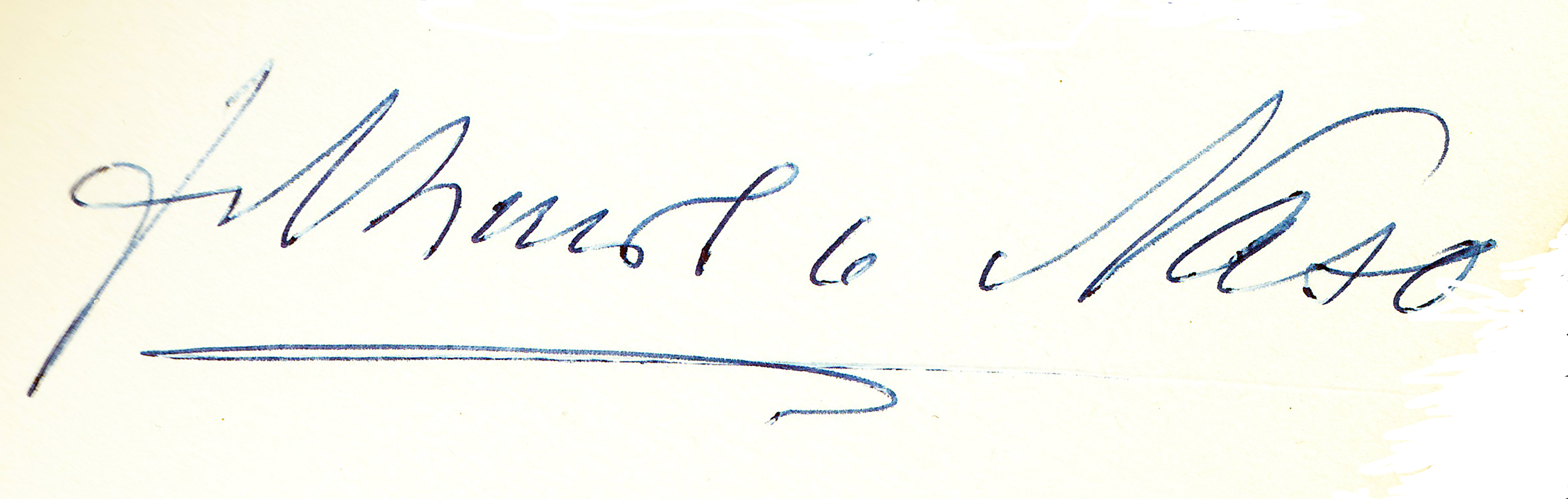
Unterschrift von Eckart von Naso

Eckart Hermann Dietrich Friedrich Carl Deodat von Naso, eigentlich Hartwig genannt von Naso (* 2. Juni 1888 in Darmstadt; † 13. November 1976 in Frankfurt am Main) war ein deutscher Jurist, Schriftsteller und Dramaturg.

## Familie
Er war der Sohn des preußischen Generalleutnants Ludwig Hartwig genannt von Naso (1842–1897) und dessen erster Ehefrau Marie, geborene von Hülsen (1850–1892). Sein Großvater Karl Gustav Hartwig war seinerzeit von Christian Friedrich Wilhelm von Naso († 1844), Letzter seiner Familie, adoptiert und am 29. Oktober 1828 in den preußischen Adelsstand mit Namensführung Hartwig genannt von Naso erhoben worden.
Naso heiratete in erster Ehe am 13. Januar 1917 in Breslau Ursula von Witzendorff (* 12. Oktober 1895 in Berlin-Charlottenburg; † 26. April 1945 in Berlin-Grunewald), die Tochter des preußischen Oberst Hans von Witzendorff-Rehdiger, Gutsherr auf Striese und anderen, und der Margarethe von Brand (Haus Lauchstädt). Aus dieser Ehe stammen der Sohn Roger (* 4. Oktober 1919, † 20. Dezember 1998) und die Tochter Gisela, eine Tänzerin, die von 1939 bis 1942 mit dem Schauspieler und Regisseur Volker von Collande (1913–1990) verheiratet war. In zweiter Ehe heiratete Naso am 8. Juli 1948 in Frankfurt am Main Dr. med. Brigitte Schmidt (* 13. Januar 1920 in Breslau), die Tochter des Rechtsanwalts und Notars Dr. jur. Herbert Schmidt und der Katharina Schildbach.

## Leben
Seine Schulzeit in Breslau und Köln beendete Naso 1907 mit dem Abiturexamen in Breslau. Er studierte Jura in Göttingen, Kiel und Halle (Saale). Ab 1907 war er Mitglied des Corps Saxonia Göttingen.
1912 wurde er in Breslau Referendar und Dr. iur. Im September 1912 war er Referendar in Nimptsch in Schlesien und leistete anschließend sein Einjährigenjahr im Husaren-Regiment „von Schill“ (1. Schlesisches) Nr. 4 der Preußischen Armee in Ohlau ab.
Die Jahre 1913 und 1914 verbrachte Naso ohne feste Tätigkeit in Berlin und reichte seine schriftliche Doktorarbeit nach. Am Ersten Weltkrieg nahm er sechs Monate als Ordonnanzoffizier, anschließend als Infanterist bis zu einer Verwundung mit nachfolgendem Lazarettaufenthalt in Stuttgart teil.
Von 1916 bis November 1918 arbeitete er als artistischer Sekretär und Regisseur unter seinem Onkel Graf Hülsen-Haesler, anschließend als Dramaturg des Staatlichen Schauspielhauses unter Albert Patry und Reinhard Bruck bis 1919, danach unter Leopold Jessner bis 1930. In den Jahren 1930/31 arbeitete Naso weiterhin als Dramaturg, wechselte allerdings an die Staatsoper am Königsplatz (Krolloper) unter Otto Klemperer.
Von 1931 bis 1945 war er wieder Dramaturg der Staatlichen Schauspiele, unter anderem unter Gustaf Gründgens. Nach der „Machtergreifung“ der Nationalsozialisten trat er zum 1. Mai 1933 der NSDAP bei (Mitgliedsnummer 2.641.812). Im Oktober desselben Jahres legte er neben 87 anderen Schriftstellern das Gelöbnis treuester Gefolgschaft gegenüber Adolf Hitler ab.
Bis 1946 war er als Offizier in amerikanischer, später britischer Gefangenschaft. Nach der Entlassung lebte er als freier Schriftsteller in Ostholstein, danach in Frankfurt am Main. Sechs Monate lang war Naso unter Harry Buckwitz Chefdramaturg der Städtischen Bühnen Frankfurt, von 1954 bis 1957 unter Walter Erich Schäfer Chefdramaturg der Württembergischen Staatstheater Stuttgart. 1953 wurde sein Werk Der Rittmeister (1943) in der DDR auf die Liste der auszusondernden Literatur gesetzt.
Die folgenden Jahre verbrachte Naso als freier Schriftsteller in München und Frankfurt, wo er 1976 starb.

## Werke
- 1918: Die Insel (Schauspiel, Uraufführung in Gotha)
- 1921: Die Frau im Garten (Schauspiel, Uraufführung in Recklinghausen)
- 1926: Die Chronik der Giftmischerin (= Marquise de Brinvilliers; Roman)
- 1930: Menschen unter Glas (Roman)
- 1932: Seydlitz (biographischer Roman).
  - 1956 Neuausgabe mit dem Titel: Seydlitz, Roman eines Reiters. Wolfgang Krüger Verlag, Hamburg und als Ullstein Taschenbuch, Frankfurt am Main / Berlin.
- 1935: Scharffenberg (Roman)
- 1936: Die Begegnung (Novelle)
- 1937: Moltke, Mensch und Feldherr (biographischer Roman)
- 1938: Drehbuch zu Effi Briest
- 1939: Preußische Legende (Novelle)
  - 1991: Neuausgabe mit Beigaben: Die Begegnung u. a., Ullstein, Frankfurt am Main/Berlin, ISBN 3-548-22613-2.
- 1941: Drehbuch zu Friedemann Bach
- 1943: Der Rittmeister (Novelle)
- 1944: Kunersdorf (Hörspiel)
- 1949: Der Halbgott (Roman)
- 1950: Die große Liebende (Roman)
- 1952: Spannungen (Historische Studien)
- 1953: Ich liebe das Leben (Erinnerungen aus fünf Jahrzehnten)
- 1957: Heinrich Schlusnus, Mensch und Sänger (Biographie)
- 1959: Liebe war sein Schicksal (Roman um Ovid)
- 1960: Flügel des Eros (Roman)
- 1962: Eine charmante Person (Roman)
- 1963: Glückes genug (zweiter Teil von Ich liebe das Leben)